# 所有と経営の分離
所有と経営の分離（しょゆうとけいえいのぶんり、英: separation of ownership and management）とは、物的会社において、社員（出資者つまり株主）と理事者（経営者つまり取締役、執行役）の分離・分担を求める商法上の原則をいう。経営学では、株式所有の分散の高度化により、支配持ち株比率が相対的に低下することを指す。所有と経営の分離、出資と経営の分離ともいう。

## 商法学における「所有と経営の分離」
会社法上の会社には、合名会社・合資会社・合同会社（この3種を、持分会社 という）及び株式会社の4種がある。このうち、株式会社においては、多数の社員（出資者）を募って大規模企業の結成を予定するため、社員たる地位を均一な割合的単位である株式に細分化し、社員の責任を出資の限度に制限した（有限責任）。この場合、株主の多くは経営に関心が薄く、また、経営の能力もない無機能資本家である。そこで、その経営を経営の専門家たる取締役や執行役に委任し、会社運営の適正化（透明化）と合理化をも目的として、所有（株主）と経営（取締役、執行役）の分離・分担を原則とした。
近時の法改正によって創設された社外取締役制度や委員会設置会社制度は、所有と経営の分離からさらに進み、経営と執行の分離をも図るものである。一方、同様に近時商法改正で創設されたストックオプション制度は、所有と経営（ないし執行）の一致を進めるものであり、「所有と経営の分離」に関る会社法制は会社の選択の幅を広げ、錯綜している。
なお、「所有と経営の分離」は、以上の制度的な意味における用法の他、無機能資本家の増大および株式所有の分散化によって生じる、株主地位の低下・弱体化や、株主（ないし株主総会）の会社に対する支配・監督機能の喪失傾向という病理現象を指すこともある。もっとも、この場合には「所有と経営の分離」と呼ぶよりも「所有と支配の分離」と呼ぶ方が適切とも言われる（この点、『法律学小辞典（第4版）』、有斐閣、2004年参照）。

## 経営学における「所有と経営の分離」

### バーリとミーンズによる研究
アドルフ・バーリとガーディナー・ミーンズが1932年に発表した著書の中で指摘した概念である。そのなかで彼らは1929年当時のアメリカにおける巨大企業の株式は、特定の個人ではなく、非常に多くの人々に分散して所有されており、その経営は株式をほとんど所有していない専門的な経営者によってなされるようになっているということを示した。
それによる会社経営陣の強大な権力保持と企業の横暴、企業不正の横行の原因として、経営者による企業支配を彼らは浮き彫りにした。大規模な企業において、出資者である株主の多くは会社経営の意思も能力もなく、自ら経営を直接遂行することは不可能である。つまり経営者は所有者の意思を離れて暴走する危険のあることを論証したのである。（『取締役・執行役』、商事法務、2004年1月）
彼らは所有者の持ち株比率が20%以上を所有経営者支配形態、同20%未満を専門経営者支配形態と分類し、金融業以外のアメリカ企業のうち最大200社についてその支配形態を調査した。その結果、所有経営者支配形態の企業が69社（34.5%）であるのに対し、専門経営者支配形態の企業は89社（44.5%）であった。（河合忠彦ほか『経営学』、有斐閣、1989年9月）

### 「所有と経営の分離」の変質
上記研究当時から、株式市場の発達は続き、「所有と経営の分離」は、ますます進行していくように見えた。所有者（株主）は会社経営に対しては無力かつ無関心といって良く、会社の経営方針に不満があるのであれば、株主総会等によるよりは、その株を株式市場で売却し、会社経営から離脱すること（これを、『ウォール・ストリート・ルール』という）が一般的な行動であるとされた。
しかし、1960年代以降、金融工学にその基礎をおく現代ポートフォリオ理論から組成された信託投資が拡大するにつれ、事情が変化してきた。「所有と経営の分離」の前提は、株主の大衆化とそれに伴う分散化であるが、投資信託に代表される、多数の投資家から集めた信託財産を分散投資する手法が一般的になると、これを取り扱う投資家（いわゆる機関投資家）は、「利害関係者（ステークホルダー）」としての位置づけを深めることとなる。即ち、持ち株比率が低いものであっても保有株数が大きくなるが故に、経営者の方針に満足しないからと言って、ウォール・ストリート・ルールに従って売却すると、一時的に市場の需給バランスが崩れ、大きな売却損を被りかねず、安易に離脱により対処できないという立場になったと言うことである。米国において、これが顕著になったのは、退職年金の運用責任を定めたERISA法の制定（1974年）であり、以降、機関投資家は会社経営を厳しくモニタリングし、一部にはカルパースに代表される「物言う株主」としての行動をとる機関投資家も現れるようになり、「所有と経営の接近」が意識されるようになってきている。この傾向から、議論されるようになったのが「誰が会社を支配（govern/governance:「支配」は必ずしも適訳ではない）するか」、即ち、「コーポレートガバナンス」の問題である。
また、経営者としては、会社への評価である株価を自らの報酬とすることにより、会社経営に対する責任とインセンティブをより直接に結びつける制度である株式による報酬制度やストックオプションの発展は、経営の側からの、所有への接近の契機となった。さらに、現在においては、この傾向が進行し、経営に介入する株主や企業買収に伴う軋轢を嫌い、経営者のより自由な裁量により経営を行ない、その効果（利益）を経営者に帰属させようとする思想から、流通株式を経営者が全て買い取ってしまうという「マネジメント・バイ・アウト」にまで至っている。ここに至っては「経営と所有の一致」への回帰と言って良い。ただし、この場合であっても、公開市場から退出は一時的なものであり、業績の復調を遂げた上で経営者からの株式の売り出しを行い、その利益を経営者に帰そうとする目的のものがほとんどであり、旧来の「経営と所有の一致」と同一にとらえるべきではない。

### 日本における「所有と経営の分離」とその変質
以上は、主にアメリカにおける状況であるが、日本における相違点と共通点は以下のとおりである。
まず、第二次世界大戦前においては、主要産業は財閥を中心に資本が形成されており、おおよそ「所有と経営の一致」が見られたと言える。
終戦後に実施された財閥解体以降は、資本供給は国民の高い貯蓄性向を背景とした「間接金融」に依るようになり、企業のガバナンスは、メインバンク制に見られるように、銀行に担われるようになり、高度成長期の終焉に至るまで、この傾向が続く。また、主要な株主は、「株式持ち合い」による企業株主（機関投資家ではないことに注意）であり、株主としてのガバナンスも、多くはメイン・バンク又は企業グループにおける主導的企業が、企業グループのコンセンサスを得ながら進められていた。この状況において、一般の株主は株式市場における価格の騰落のみに関心を持ち、経営に関心を持たない消極的な存在であり、日本的な「所有と経営の分離」が形成されていた。
高度成長期の終焉を迎える一方で、家計に余剰資金が見られるようになるなどの状況から、金融構造が間接金融から直接金融にシフトする傾向の中で、日本においても「所有と経営の分離」に変質が生ずる。1970年代に入り実施された商法改正によって時価発行増資が認められるようになり、企業は資金の市場調達を顕著にしていくが、それにさらに拍車をかけたのが1990年代の資本の国際化を通じた海外機関投資家が進出である。また、バブル崩壊に伴い、旧来のメインバンク制の解体が見られ、株式市場改革においても、多様な資金調達・株主還元が可能となる法律改正が行なわれた。このような事情において、1990年代後半頃から、米国と同様の様相を呈してきており、やはり単純に「所有と経営の分離」の進行と言うことはできない状況となっている。

### 所有と経営の分離、所有と支配の分離[2]
中・大規模企業の場合、組織が複雑になり資本家は経営の専門知識を持った専門経営者に経営を委任するようになる。資本家の間接的管理「所有と経営の分離」が生じる。ただし、この段階では、資本家はなお支配権としての人事権は持っており、経営者は資本家の忠実な代理人にとどまっている。したがって、「所有者＝支配者≠経営者」となる。
企業規模がさらに大きくなってくると資金需要が増大し、数多くの株主から資本を提供してもらうようになる。投資家である株主は企業を支配して経営に参加することを必ずしも目的とせず、株主の配当、売買益といった投資目的とするものも多くなってくる。巨大企業の場合、株主は広く多くの株主に分散し、経営専門者が経営者任免力をも獲得し、企業を支配するのは株主を持たない専門経営者となる。この段階を経営者支配と呼び、「所有と支配の分離」が生ずる。したがって「所有者≠支配者＝経営者」となる。